# Куда идти хорошему человеку
«Куда идти хорошему человеку» (англ. Where a Good Man Goes, кит. 再見阿郎) — криминальный фильм с элементами романтической комедии, снятый гонконгским режиссёром Джонни То в 1999 году. Главные роли исполнили Лау Чинвань и Руби Вон.

## Сюжет
Майкл Чун, криминальный авторитет с добрым сердцем, выходит из тюрьмы с намерением получить старые долги и зажить спокойной жизнью. Он останавливается в самой дешёвой гостинице в Макао, владелица которой, Джуди Лин, с трудом сводит концы с концами. Надежды Майкла не оправдываются, ни один из должников не смог вернуть ему деньги, а резкость и вспыльчивость героя принесли ему много недругов. Один из них, жестокий полицейский Карл, всеми силами пытается вернуть Майкла за решётку.

## Актёры
- Лау Чинвань — Майкл
- Руби Вон — Джуди
- Лам Сует — Карл
- Ию-Чун Лай — должник Майкла
- Вай Ай — должник Майкла
- Хо-Ин Вон — молодой полицейский

## Реакция
Критик San Francisco Chronicle Боб Грэм положительно отозвался об актёрской игре Лау Чинваня: «Лау — великолепный характерный актёр, которого часто назначают на роль приятеля героя, как в „Чёрной маске“ Джета Ли <…> С его равнодушным, проницательным взглядом, Лау более чем впечатляющ в роли как верного друга, так и самоуверенного одиночки. Он обладает уникальной близостью к тому, что делает, приятно видеть его в главной роли». Коллега обозревателя из San Francisco Examiner Дж. Аллен Джонсон в своей рецензии написал: «Режиссёр Джонни То, который принёс нам кружащих голову женщин-супергероев в культовом экшне „Героическое трио“, ставит ударение на мелодраме, а не на боевике. Джуди учит Майкла ответственности и добродетели, он же даёт ей уроки того, как жить полной жизнью».
На 5-й церемионии вручения Golden Bauhinia Awards в 2000 году Джонни То был номинирован в категории «лучший режиссёр» (получил награду не за Where a Good Man Goes, а за The Mission — другой свой фильм 1999 года), а Лау Чинвань — в категории «лучший актёр» (победил и разделил премию с Энтони Вонгом, который номинировался за роль в фильме «Обыкновенные герои»).